# Junta de Zitácuaro

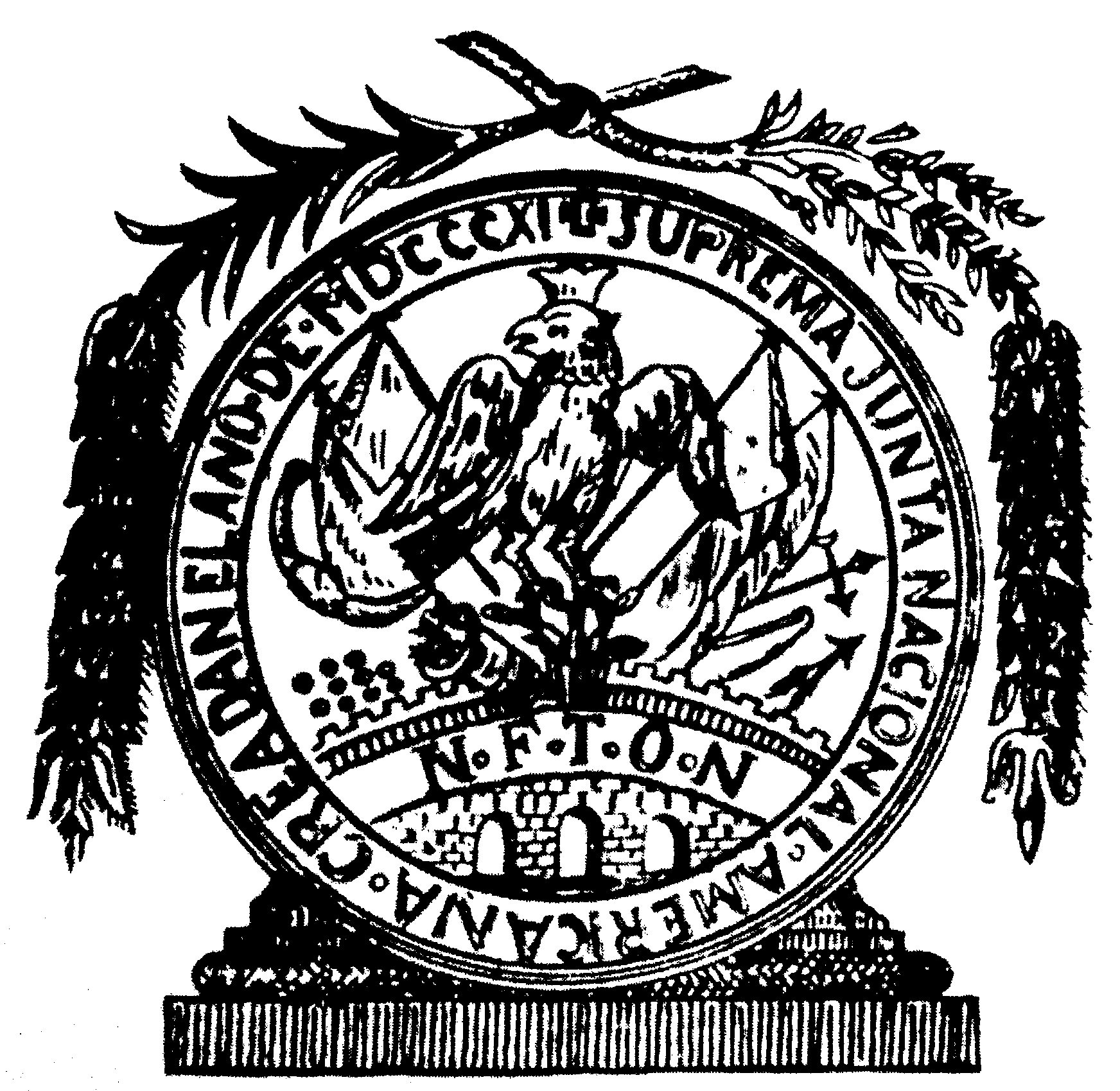
Primer escut i segell oficial de la Junta Suprema

La Junta de Zitácuaro, també coneguda amb el nom de Junta Suprema Nacional Americana o Junta Suprema Governativa d'Amèrica, va ser un consell format a la convocatòria de Ignacio López Rayón a la vila de Zitácuaro (Michoacán) entre el 19 d'agost de 1811 i 1813. El 2 de gener de 1812, Calleja va derrotar a les tropes insurgents a la batalla de Zitácuaro, expulsant-los de la localitat. El propòsit de la Junta era instituir un òrgan de govern per a la nació mexicana, tant que no reconeixia la subjecció a l'estructura  virreinal novohispana, per considerar-la il·legítima en tant que representant una potència invasora de la metròpoli.
La junta va ser instituïda el 19 d'agost de 1811. Van formar part de la Junta, entre d'altres, José María Morelos y Pavón, José María Liceaga, el capellà José Sixto Verduzco i el mateix López Rayón. Els tres últims van ser nomenats vocals de la Junta pels setze caps insurgents regionals que van assistir a la instauració de l'organisme. Ignacio López Rayón, a més, va ser elegit Ministre Universal de la Nació i President de la Suprema Cort. Poc després, la Junta nomenaria també a Morelos com a vocal.
El 2 de gener de 1812, la Junta va ser expulsada de la vila de Zitácuaro per l'exèrcit espanyol encapçalat per Félix María Calleja. D'aquí es va traslladar a Sultepec, a Mèxic, on va produir alguns documents interessants, obra gairebé tots ells del zacatecano José María de Cos.
La Junta de Zitácuaro exercia l'administració dels pobles sota el seu domini, i en teoria nomenava autoritats locals. No obstant això, aquesta última tasca gairebé sempre requeia en els caps militars que havien conquerit places que estaven fora del seu domini. A causa de les dissensions sobre la manera de conduir la Junta, en la pràctica, la seva autoritat va quedar restringida a una àrea molt petita, i gairebé tots els seus adeptes constaven com el millor que poguessin o els semblés. Finalment, aquesta mateixa incapacitat per estendre la seva autoritat, unida als fracassos en la campanya militar duta a terme per López Rayón, van fer fracassar amb la Junta, en el moment en què es pensava incloure a un representant de la província d'Oaxaca, acabat presa per Morelos.
D'aquesta manera, la Junta de Zitácuaro va deixar el seu lloc com a màxima autoritat política al Congrés de Chilpancingo.

## Vegeu també

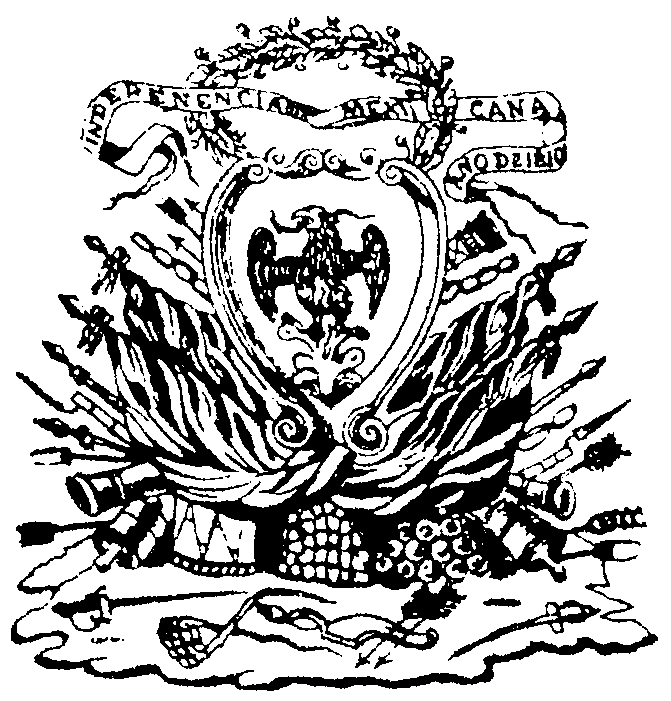
Segon segell i escut oficial de la Junta general de l'Amèrica Septentrional, Junta de Zitácuaro 1815
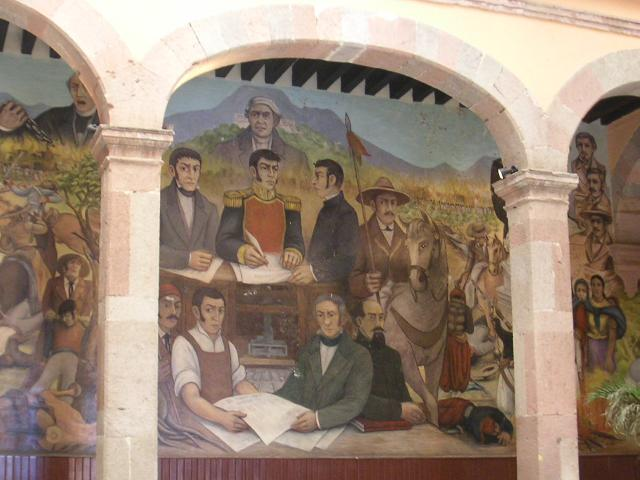
Mural en Zitácuaro, a on es commemora la instauració de la Suprema Junta Governativa d'Amèrica a la vila de Michoacán
Bandera Nacional de Guerra de Mèxic com una dada en el decret del 14 de juliol del 1815 pel "Suprem Congrés Mexicà".
Bandera Parlamentària de Mèxic quan va ser una dada en el decret del 14 de juliol de 1815 pel "Suprem Congrés Mexicà"
Bandera i gallardet del Comerç de Mèxic com va ser una dada en el decret del 14 de juliol de 1815 pel "Suprem Congrés Mexicà".
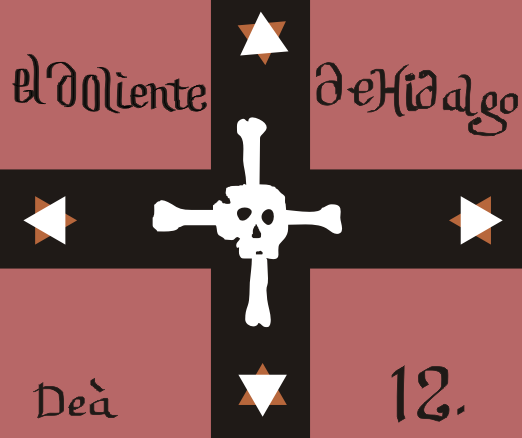
Bandera d'El Doliente de Hidalgo, capturada a Zitácuaro el 2 de gener de 1812. Aquesta bandera era usada pels insurgents en senyal de dol per la mort del cura Miguel Hidalgo.